# Earleria antoniae
Earleria antoniae is een hydroïdpoliep uit de familie Mitrocomidae. De poliep komt uit het geslacht Earleria. Earleria antoniae werd in 1998 voor het eerst wetenschappelijk beschreven door Gili, Bouillon, Pagès, Palanquea, Puig & Heussner. 